# Gromada Baczyna
Gromada Baczyna war eine Verwaltungseinheit in der Volksrepublik Polen zwischen 1954 und 1972. Verwaltet wurde die Gromada vom Gromadzka Rada Narodowa, dessen Sitz sich in Baczyna befand und aus 18 Mitgliedern bestand.

Die Gromada Baczyna gehörte zum Powiat Gorzowski in der Woiwodschaft Zielona Góra (1950–1975) und bestand aus den ehemaligen Gromadas Baczyna, Marwice und Małyszyn der aufgelösten Gmina Kłodawa und der Gromada Wysoka der aufgelösten Gmina Lubiszyn.

Zum 31. Dezember 1961 wurde das Dorf Chróścik der aufgelösten Gromada Wieprzyce in die Gromada Baczyna eingegliedert.

Mit der Gebietsreform zum 31. Dezember 1972 wurde die Gromada Baczyna aufgelöst und wurde Teil der wiedergeschaffenen Gmina Lubiszyn.